# Cliff Sings
A Cliff Sings című album Cliff Richard és a The Shadows második nagylemeze, amely 1959 novemberében jelent meg. Norrie Paramor, a lemez producere kettéválasztotta a repertoárt rock and roll dalokra és olyan zenekari standard művekre, mint például a The Touch Of Your Lips és az As Time Goes By című dalok.
A lemez első dala, a Blue Suede Shoes, amelyet Carl Perkins írt és több énekes előadásában elhangzott már. A dal végül Elvis Presley előadásában lett nagy siker.
Az I'm Walkin' című dal eredeti előadója a Fats Domino volt 1957-ben.

## Dalok listája
| #   | Cím                        | Szövegíró                        | Producer       | Hossz |
| --- | -------------------------- | -------------------------------- | -------------- | ----- |
| 1.  | Blue Suede Shoes           | Carl Perkins                     | Norrie Paramor | 1:45  |
| 2.  | The Snake and the Bookworm | Mort Shuman, Jerome "Doc" Pomus  | Norrie Paramor | 2:11  |
| 3.  | I Gotta Know               | Matt Williams, Paul Evans        | Norrie Paramor | 2:28  |
| 4.  | Here Comes Summer          | Jerry Keller                     | Norrie Paramor | 2:17  |
| 5.  | I'll String Along With You | Al Dubin, Harry Warren           | Norrie Paramor | 2:22  |
| 6.  | Embracable You             | George Gershwin, Ira Gershwin    | Norrie Paramor | 2:40  |
| 7.  | As Time Goes By            | Herman Hupfeld                   | Norrie Paramor | 2:30  |
| 8.  | The Touch Of Your Lips     | Ray Noble                        | Norrie Paramor | 2:49  |
| 9.  | Twenty Flight Rock         | Ned Fairchild, Eddie Cochran     | Norrie Paramor | 1:45  |
| 10. | Pointed Toe Shoes          | Carl Perkins                     | Norrie Paramor | 1:52  |
| 11. | Mean Woman Blues           | Claude De Metruis                | Norrie Paramor | 2:19  |
| 12. | I'm walkin'                | Antoine Domino, Dave Bartholomew | Norrie Paramor | 1:50  |
| 13. | I Don't Know Why           | Roy Turk, Fred E. Ahlert         | Norrie Paramor | 1:58  |
| 14. | Little Things Mean a Lot   | Carl Stutz, Edith Lindeman       | Norrie Paramor | 2:34  |
| 15. | Somewhere Along the Way    | Sammy Gallop, Kurt Adams         | Norrie Paramor | 2:40  |
| 16. | That's My Desire           | Helmy Kresa, Carroll Loveday     | Norrie Paramor | 2:38  |

## Helyezések
| Ország             | Helyezés |
| ------------------ | -------- |
| Egyesült Királyság | 2        |
| Amerika            | -        |
| Ausztrália         | -        |
| Új-Zéland          | -        |

## Közreműködők
Cliff Richard and the Shadows
- Cliff Richard – vezető vokál
- Hank Marvin – vezető gitáros
- Bruce Welch - ritmusgitár
- Jet Harris – basszusgitár
- Tony Meehan – dobok